# Pakorn Prempak
Pakorn Prempak (tiếng Thái: ปกรณ์ เปรมภักดิ์ sinh ngày 2 tháng 2 năm 1993), còn được biết với tên đơn giản Bas (tiếng Thái: บาส), là một cầu thủ bóng đá người Thái Lan thi đấu ở vị trí tiền đạo chạy cánh cho câu lạc bộ Giải bóng đá Ngoại hạng Thái Lan Port.

## Sự nghiệp quốc tế
Pakorn Prempak thi đấu cho U-19 Thái Lan, và thi đấu ở Vòng loại Giải vô địch bóng đá U-19 châu Á 2012. Anh ra mắt cho đội một trước Trung Quốc với chiến thắng 5-1 năm 2013. Pakorn ghi một bàn thắng trước Quần đảo Faroe cho U-23 Thái Lan. Pakorn là thành viên của Đội tuyển chọn Thái Lan tham dự Giải bóng đá Merdeka 2013. Pakorn ghi bàn thắng quyết định trước U-23 Singapore. Anh đại diện U-23 Thái Lan thi đấu ở Đại hội Thể thao Đông Nam Á 2013. Anh đại diện U-23 Thái Lan ở Đại hội thể thao châu Á 2014. Pakorn giành chức vô địch tại Đại hội Thể thao Đông Nam Á 2015 với U-23 Thái Lan.

### Quốc tế
Tính đến 14 tháng 6 năm 2022
| Đội tuyển quốc gia | Năm  | Số trận | Bàn thắng |
| ------------------ | ---- | ------- | --------- |
| Thái Lan           | 2013 | 1       | 0         |
| Thái Lan           | 2014 | 1       | 0         |
| Thái Lan           | 2018 | 4       | 0         |
| Thái Lan           | 2022 | 3       | 0         |
| Thái Lan           | Tổng | 9       | 0         |

## Bàn thắng quốc tế

### U-19
| #  | Ngày                | Địa điểm                               | Đối thủ  | Tỉ số | Kết quả | Giải đấu                                  |
| -- | ------------------- | -------------------------------------- | -------- | ----- | ------- | ----------------------------------------- |
| 1. | 11 tháng 9 năm 2011 | Sân vận động Thuwunna, Yangon, Myanmar | Malaysia | 1–0   | 1–0     | Giải vô địch bóng đá U-19 Đông Nam Á 2011 |
| 2. | 19 tháng 9 năm 2011 | Sân vận động Thuwunna, Yangon, Myanmar | Myanmar  | 2–1   | 2–1     | Giải vô địch bóng đá U-19 Đông Nam Á 2011 |

### U-23
| #  | Ngày                | Địa điểm                               | Đối thủ        | Tỉ số | Kết quả | Giải đấu                                            |
| -- | ------------------- | -------------------------------------- | -------------- | ----- | ------- | --------------------------------------------------- |
| 1. | 21 tháng 1 năm 2013 | Băng Cốc, Thái Lan                     | Quần đảo Faroe | 2-0   | 2-0     | Giao hữu                                            |
| 2. | 30 tháng 1 năm 2015 | Sylhet, Bangladesh                     | Singapore      | 3-2   | 3-2     | Cúp Bangabandhu 2015                                |
| 3. | 3 tháng 2 năm 2015  | Dhaka, Bangladesh                      | Bahrain        | 2-0   | 3-0     | Cúp Bangabandhu 2015                                |
| 4. | March 5, 2015       | Nonthaburi, Thái Lan                   | Pakistan       | 1–0   | 2–0     | Giao hữu                                            |
| 5. | March 5, 2015       | Nonthaburi, Thái Lan                   | Pakistan       | 2–0   | 2–0     | Giao hữu                                            |
| 6. | 29 tháng 3 năm 2015 | Băng Cốc, Thái Lan                     | Philippines    | 2-0   | 5-1     | Giải vô địch bóng đá U-23 châu Á 2016 qualification |
| 7. | 10 tháng 6 năm 2015 | Sân vận động Bishan, Bishan, Singapore | Việt Nam       | 1–0   | 3–1     | Đại hội Thể thao Đông Nam Á 2015                    |
| 8. | 8 tháng 1 năm 2016  | Doha, Qatar                            | Yemen          | 1–0   | 1–0     | Giao hữu                                            |

## Danh hiệu

### Quốc tế
U-19 Thái Lan
- Giải vô địch bóng đá U-19 Đông Nam Á
  -  Vô địch (1): 2011

U-23 Thái Lan
- Sea Games
  -  Huy chương Vàng (2); 2013, 2015